# Єврозона
Єврозо́на, також іноді зо́на є́вро — валютний союз 20 держав-членів Європейського Союзу, які прийняли євро (€) як свою національну валюту та єдиний законний платіжний засіб, і таким чином повністю впровадили політику ЕМС. У ЄЗ проживає понад 336 мільйонів європейців.
До 20  членів єврозони входять Австрія, Бельгія, Кіпр, Естонія, Фінляндія, Франція, Німеччина, Греція, Ірландія, Італія, Латвія, Литва, Люксембург, Мальта, Нідерланди, Португалія, Словаччина, Словенія, Іспанія та Хорватія. Сім країн ЄС не входять до ЄЗ: Болгарія, Чехія, Данія, Угорщина, Польща, Румунія та Швеція. Вони продовжують використовувати власні національні валюти, хоча всі, крім Данії, зобов’язані приєднатися, коли вони відповідатимуть критеріям конвергенції євро. Хорватія стала 20-м членом 1 січня 2023 року. Серед країн, що не входять до ЄС, Андорра, Монако, Сан-Марино та Ватикан мають офіційні угоди з ЄС щодо використання євро як офіційної валюти та випуску власних монет. Крім того, Косово та Чорногорія в односторонньому порядку перейшли на євро. Ці країни, однак, не мають представництва в жодній установі ЄЗ.
Євросистема є монетарним органом єврозони, Єврогрупа є неофіційним органом міністрів фінансів, який розробляє фіскальну політику для валютного союзу, а Європейська система центральних банків відповідає за фіскальну та монетарну співпрацю між єврозоною та членами ЄС, що не входять до ЄЗ. Європейський центральний банк (ЄЦБ) проводить монетарну політику для ЄЗ, встановлює базову процентну ставку та випускає банкноти та монети євро.
Після фінансової кризи 2007–2008 років єврозона створила та використовувала положення про надання екстрених позик державам-членам в обмін на проведення економічних реформ.[джерело?] Єврозона також запровадила певну обмежену фіскальну інтеграцію; наприклад, під час експертної оцінки національних бюджетів один одного. Питання є політичним і знаходиться в стані зміни щодо того, які подальші положення будуть узгоджені для зміни ЄЗ. Жодна держава-член єврозони не вийшла, і нема положень, які б дозволяли це зробити чи бути виключеними примусово.

## Територія

### Єврозона
У 1998 році одинадцять держав-членів Європейського Союзу виконали критерії конвергенції євро, вони запустили єврозону з офіційним запуском євро (поряд з національними валютами) 1 січня 1999 року в цих країнах: Австрії, Бельгії, Фінляндії, Франції, Німеччині, Ірландії, Італії, Люксембурзі, Нідерландах, Португалії та Іспанії. Греція пройшла кваліфікацію у 2000 році та була прийнята 1 січня 2001 року. Фізичні банкноти євро та монети євро були введені в попередні дванадцять членів 1 січня 2002 року. Усі їхні національні монети та купюри до євро були вилучені з обігу та визнані недійсними після короткого перехідного періоду. У період з 2007 по 2023 роки до єврозони приєдналися вісім нових держав: Хорватія, Кіпр, Естонія, Латвія, Литва, Мальта, Словаччина та Словенія.
| Держава    | ISO код | Прийнято 1 січня | Населення у 2021 році | Номінальний ВНД у 2021 році в мільйонах доларів США | Номінальний ВНД як частка загального обсягу єврозони | Номінальний ВНД на душу населення у 2021 році в дол | Валюта до євро | Також використовувалася валюта до євро | Курс конвертації євро у валюту до євро | Території, де євро не використовується              |
| ---------- | ------- | ---------------- | --------------------- | --------------------------------------------------- | ---------------------------------------------------- | --------------------------------------------------- | -------------- | -------------------------------------- | -------------------------------------- | --------------------------------------------------- |
| Австрія    | AT      | 1999             | 8,932,664             | 467,571                                             | 3,27%                                                | 52,343                                              | шилінг         |                                        | 13.7603                                |                                                     |
| Бельгія    | BE      | 1999             | 11,554,767            | 585,266                                             | 4,10%                                                | 50,651                                              | франк          |                                        | 40.3399                                |                                                     |
| Греція     | GR      | 2001             | 10,678,632            | 214,773                                             | 1,50%                                                | 20,112                                              | драхма         |                                        | 340.750                                |                                                     |
| Естонія    | EE      | 2011             | 1,330,068             | 34,526                                              | 0,24%                                                | 25,958                                              | крона          |                                        | 15.6466                                |                                                     |
| Ірландія   | IE      | 1999             | 5,006,324             | 374,687                                             | 2,62%                                                | 74,842                                              | фунт           |                                        | 0.787564                               |                                                     |
| Іспанія    | ES      | 1999             | 47,398,695            | 1,407,504                                           | 9,85%                                                | 29,694                                              | песета         | Андорра                                | 166.386                                |                                                     |
| Італія     | IT      | 1999             | 59,236,213            | 2,109,498                                           | 14,76%                                               | 35,611                                              | ліра           | Сан-Марино Ватикан                     | 1936.27                                |                                                     |
| Кіпр       | CY      | 2008             | 896,007               | 25,313                                              | 0,18%                                                | 28,250                                              | фунт           |                                        | 0.585274                               | ТРПК                                                |
| Латвія     | LV      | 2014             | 1,893,223             | 36,483                                              | 0,26%                                                | 19,270                                              | лат            |                                        | 0.702804                               |                                                     |
| Литва      | LT      | 2015             | 2,795,680             | 60,407                                              | 0,42%                                                | 21,607                                              | лит            |                                        | 3.45280                                |                                                     |
| Люксембург | LU      | 1999             | 634,730               | 51,134                                              | 0,36%                                                | 80,560                                              | франк          |                                        | 40.3399                                |                                                     |
| Мальта     | MT      | 2008             | 516,100               | 15,795                                              | 0,11%                                                | 30,604                                              | ліра           |                                        | 0.429300                               |                                                     |
| Нідерланди | NL      | 1999             | 17,475,415            | 988,276                                             | 6,92%                                                | 56,552                                              | гульден        |                                        | 2.20371                                | Аруба Кюрасао Карибські Нідерланди                  |
| Німеччина  | DE      | 1999             | 83,155,031            | 4,242,859                                           | 29,70%                                               | 51,023                                              | марка          |                                        | 1.95583                                |                                                     |
| Португалія | PT      | 1999             | 10,298,252            | 244,396                                             | 1,71%                                                | 23,731                                              | ескудо         |                                        | 200.482                                |                                                     |
| Словаччина | SK      | 2009             | 5,459,781             | 59,498                                              | 0,42%                                                | 10,897                                              | крона          |                                        | 30.1260                                |                                                     |
| Словенія   | SI      | 2007             | 2,108,977             | 110,301                                             | 0,77%                                                | 52,300                                              | толар          |                                        | 239.640                                |                                                     |
| Фінляндія  | FI      | 1999             | 5,533,793             | 297,377                                             | 2,08%                                                | 53,738                                              | марка          |                                        | 5.94573                                |                                                     |
| Франція    | FR      | 1999             | 67,656,682            | 2,961,949                                           | 20,73%                                               | 43,779                                              | франк          | Андорра Монако                         | 6.55957                                | Нова Каледонія Французька Полінезія Волліс і Футуна |
| Хорватія   | HR      | 2023             | 3,871,833             | 68,724                                              | 0.48%                                                | 17,026                                              | куна           |                                        | 7,53450                                |                                                     |
| Єврозона   | EZ      | —                | 342,561,034           | 14,287,614                                          | 100,00%                                              | 41,558                                              | —              | —                                      | —                                      | Див. вище                                           |

### Залежні території держав-членів ЄС — за межами ЄС
Три залежні території держав-членів ЄС, які не входять до ЄС, прийняли євро:
- Територіальна спільнота Сен-Бартельмі (територія Франції, де Франція забезпечує виконання законів єврозони)
- Заморська спільнота Сен-П'єр і Мікелон (територія Франції, де Франція забезпечує виконання законів єврозони)
- Французькі Південні і Антарктичні Території (територія Франції, де Франція забезпечує виконання законів єврозони)

### Використання за межами ЄС

Країни ЄС — члени Єврозони (20)
Країни ЄС, зобов'язані приєднатися до Єврозони (6)
Країни ЄС, що не входять у Єврозону (1)
Країни, що не є членами ЄС, але можуть виготовляти власні монети Євро (4)
Інші території, що не є членами ЄС але використовують Євро (2)

#### З домовленістю
| Країна             | Ухвалено     | Договір        | Населення |
| ------------------ | ------------ | -------------- | --------- |
| Ватикан            | 1 січня 1999 | 31 грудня 1998 | 800       |
| Монако             | 1 січня 1999 | 31 грудня 1998 | 32 671    |
| Сан-Марино         | 1 січня 1999 | 31 грудня 1998 | 29 615    |
| Сен-П'єр і Мікелон | 1 січня 1999 | 31 грудня 1998 | 6 125     |
| Майотта            | 1 січня 1999 | 31 грудня 1998 | 186 452   |
| Андорра            | 1 січня 1999 | 1 квітня 2012  | 82 000    |

Певні країни за межами ЄС прийняли євро як свою валюту. Для формального прийняття в єврозону, включаючи право на чеканку власних монет, повинна бути укладена угода. Така угода була укладена з Ватиканом, Монако, Сан-Марино і Андоррою. Офіційно Ватикан і Сан-Марино мали власні валюти, прирівняні до італійської ліри (ватиканська і санмаринська ліра), а Монако використовував монакський франк, який знаходився в співвідношенні 1:1 до французького франка. Після вступу Італії і Франції в Євросоюз і введення євро в готівковий обіг цими країнами були укладені угоди з Євросоюзом, що дозволяють їм використовувати і карбувати обмежену кількість монет євро (зі своїми національними символами на національній стороні), які дійсні по всій єврозоні.
В Андоррі при угодах історично використовувалися французький франк і іспанська песета. У 2002 році країна перейшла на євро в односторонньому порядку, без угоди з Євросоюзом. Переговори про надання офіційного статусу євро в Андоррі велися з 2003 року. Вони неодноразово припинялися через високий рівень банківської конфіденційності і статусу країни як податкової оази. Грошово-кредитна угода була, нарешті, погоджена обома сторонами в лютому 2011 року, і була підписана 30 червня 2011. 1 квітня 2012 року євро став офіційною валютою Андорри. Також держава з 1 червня 2013 року отримала право випуску монет євро з власною національною стороною тиражем до 2 млн 342 тис. Прим.
Угоди також були укладені з двома заморськими територіями Франції. Це Сен-П'єр і Мікелон біля узбережжя Канади і Майотта в Індійському океані. Вони розташовані за межами Євросоюзу, їм було дозволено використовувати євро як свою валюту. Проте, їм не дозволили самим випускати грошові знаки.

#### Без домовленості
| Країна або територія | Ухвалено     | Договір   | Населення |
| -------------------- | ------------ | --------- | --------- |
| Косово               | 1 січня 1999 | Відсутній | 1 920 079 |
| Чорногорія           | 1 січня 1999 | Відсутній | 642 550   |
| Акротирі і Декелія   | 1 січня 2008 | Відсутній | 15 700    |

Чорногорія і Косово, що використовують євро з моменту його виходу, раніше використовували німецькі марки, отримуючи таким чином допомогу Заходу, користуючись запозиченою маркою. Вони перейшли на євро, коли марка була замінена, але не мали угоди з Європейським центральним банком, вважаючи за краще залежність країни тільки уже від євро. Косово також все ще користується сербськими динарами. Використання євро в цих провінціях допомагає стабілізувати їхню економіку і з цієї причини запозичення євро невеликими державами заохочується Хоакіном Алмунья — Європейським комісаром з економічних і фінансових питань, в той час як президент Європейського центробанку Жан-Клод Тріше не схвалює тих, хто в односторонньому порядку використовує євро. Деякі особистості в Турецькій Республіці Північного Кіпру закликали до прийняття євро державою в односторонньому порядку.
З прийняттям євро в Кіпрі, незалежні області в Акротирі і Декелія, які раніше користувалися кіпрським фунтом, також взяли євро. Ці області є частиною Сполученого королівства, але знаходяться під військовою юрисдикцією за межами Євросоюзу. Проте, їхні закони, включаючи валюту, орієнтуються на Республіку Кіпр і орієнтуються на прийняте там євро. Північ буферної зони ООН в Кіпрі, самопроголошена Турецька Республіка Північного Кіпру, офіційно все ще використовує турецьку ліру. Ця республіка не визнана жодною державою, окрім Туреччини, але управляє північною частиною острова, що не входить в ЄС. Незважаючи на неприйняття євро, ця валюта широко поширена на Північному Кіпрі і користується популярністю. Використання євро бачиться як спосіб підвищення торгівлі на Кіпрі і зменшення залежності від Туреччини. Використання євро по різні боки кордону допомагає об'єднанню економік, появу євро було сприйнято як великий прогрес у встановленні миру і єдності на острові. На кіпрських монетах євро використані грецькі і турецькі мови, що було спеціально передбачено щоб уникнути упередженого ставлення до них в обох частинах острова.
Колишня міністр закордонних справ Ісландії Валгердур Сверрісдоттір в своєму інтерв'ю 15 січня 2007 року сказала, що вона серйозно бажає поглянути на те, як Ісландія зможе використовувати євро без вступу в члени Євросоюзу. Вона впевнена, що дуже важко підтримувати незалежність валюти в невеликій економіці на відкритому європейському ринку. Розширене соціологічне опитування, проведене 11 вересня 2007 року, показало, що 53 % опитаних схиляються до прийняття євро, 37 % противники цього, і 10 % не вирішили.

### Історичні розширення єврозони та режими обмінних курсів для членів ЄС

Мапа валют ЄС, і дати прийняття євро (до 31 січня 2020 року)
Держави, які використовували євро з 1999 року (валюта надійшла в обіг з 2002 року)
Держави, які згодом прийняли євро
Держави, що використовують інші валюти

Єврозона була створена першими 11 країнами-членами 1 січня 1999 року. Перше розширення єврозони Грецією відбулося 1 січня 2001 року, за рік до фізичного введення євро в обіг. Наступні розширення стосувалися країн, які приєдналися до ЄС у 2004 році, а потім приєдналися до єврозони 1 січня зазначеного року: Словенія (2007), Кіпр (2008), Мальта (2008), Словаччина (2009), Естонія (2011), Латвія (2014), Литва (2015) та Хорватія (2023).
Усі нові члени ЄС, які приєдналися до блоку після підписання Маастрихтського договору в 1992 році, зобов’язані прийняти євро відповідно до умов своїх договорів про вступ. Однак останнім із п’яти критеріїв економічної конвергенції, яким спочатку необхідно відповідати, щоб отримати право на прийняття євро, є критерій стабільності обмінного курсу, який вимагає бути членом ERM протягом мінімум двох років без присутності «гострої напруги» для курсу валют.
У вересні 2011 року дипломатичне джерело, близьке до переговорів щодо підготовки до прийняття євро з сімома новими державами-членами, які ще не ввели євро (Болгарія, Чехія, Угорщина, Латвія, Литва, Польща та Румунія), стверджувало, що монетарний союз (єврозона), до якого вони думали приєднатися після підписання договору про приєднання, цілком може стати зовсім іншим союзом, що спричинить набагато тіснішу фіскальну, економічну та політичну конвергенцію, ніж передбачалося спочатку. Ця зміна правового статусу єврозони потенційно може призвести до висновку, що умови їхньої обіцянки приєднатися більше не діють, що «може змусити їх провести нові референдуми» щодо прийняття євро.

### Подальше розширення
Сім країн (Болгарія, Чехія, Данія, Угорщина, Польща, Румунія та Швеція) є членами ЄС, але не членами єврозони.
Перед тим, як приєднатися до єврозони, держава повинна як мінімум два роки перебувати в Європейському механізмі обмінних курсів (ERM II). Станом на січень 2023 року Національний банк Данії та Болгарський народний банк беруть участь у ERM II.
Данія отримала спеціальну відмову в первинному Маастрихтському договорі, і, таким чином, юридично звільнена від приєднання до єврозони, якщо її уряд не вирішить інакше шляхом голосування в фолькетинзі або референдуму. Сполучене Королівство також мало право на неучасть перед виходом з ЄС у 2020 році.
Решта сім країн зобов'язані прийняти євро в майбутньому, хоча ЄС досі не намагався запровадити будь-який часовий план. Вони повинні приєднатися, як тільки виконають критерії конвергенції, які включають участь у ERM II протягом двох років. Швеція, яка приєдналася до ЄС у 1995 році після підписання Маастрихтського договору, має приєднатися до єврозони. Проте шведи відхилили прийняття євро на референдумі 2003 року, і з того часу країна навмисно ухилялася від виконання вимог щодо прийняття, не приєднуючись до ERM II, вважаючи, що цей процес є добровільним. Болгарія приєдналася до ERM II 10 липня 2020 року.
Інтерес до приєднання до єврозони зріс у Данії, а спочатку в Польщі, внаслідок фінансової кризи 2007–2008 років. В Ісландії зріс інтерес до вступу до Європейського Союзу, що є передумовою для прийняття євро. Проте до 2010 року боргова криза в єврозоні спричинила охолодження інтересу з боку Польщі, а також Чехії, Данії та Швеції.

### Євро як валюта для торгівлі
У 1998 році Куба заявила, що змінить офіційну валюту в своїй міжнародній торгівлі з долара на євро. 1 грудня 2002 Північна Корея зробила те ж саме. Сирія також погодилася з цим в 2006 році.
Перед введеням військ США і Великої Британії в Ірак у 2003 році президент Саддам Хусейн заявив, що переводить розрахунки за іракську нафту в євро замість доларів США з моменту, коли основними покупцями іракської нафти стали ЄС, Індія і Китай, а не Сполучені Штати.

### Вигнання або вихід з єврозони
На думку журналіста Лі Філіпса та Чарльза Проктора з Локка Лорда, в жодному договорі Європейського Союзу нема положення про вихід із єврозони. У договорах стверджувалося, що процес створення валютного союзу має бути «незворотним» і «безповоротним». Однак у 2009 році в правовому дослідженні Європейського центрального банку зазначалося, що, хоча добровільний вихід із закону неможливий, виключення залишається «можливим». Хоча чіткого положення щодо виходу не існує, багато експертів і політиків у Європі запропонували включити можливість виходу з єврозони у відповідні договори.
Щодо питання виходу з єврозони, Європейська комісія заявила, що «невідкличність членства в єврозоні є невід’ємною частиною рамок Договору, і Комісія, як охоронець Договорів ЄС, має намір повністю поважати [та безповоротність]". Вона додала, що Єврокомісія «не має наміру пропонувати [будь-які] поправки» до відповідних договорів, оскільки поточний статус є «найкращим шляхом у майбутньому для підвищення стійкості держав-членів єврозони до потенційних економічних і фінансових криз». Європейський центральний банк, відповідаючи на запитання члена Європарламенту, заявив, що договір не дозволяє вихід.
Так само нема положення про виключення держави з єврозони. Деякі, однак, зокрема уряд Нідерландів, виступають за створення положення про видворення у випадку, коли держава єврозони з великими боргами відмовляється виконувати політику економічних реформ ЄС.
У техаському юридичному журналі професор права Техаського університету в Остіні Єнс Дамманн стверджував, що навіть зараз законодавство ЄС містить імпліцитне право держав-членів вийти з єврозони, якщо вони більше не відповідають критеріям, яким вони повинні були відповідати, щоб приєднатися до неї. Крім того, він припустив, що за вузьких обставин Європейський Союз може виключити країни-члени з єврозони.
Професор економіки та політології Каліфорнійського університету в Берклі Баррі Айхенґрін у 2007 році стверджував, що «стрибок Європи до валютного союзу був помилкою... яка ускладнилася вибором великого валютного союзу... включаючи також... Італію, Іспанію, Португалію й Грецію», назвавши ці країни «країнами з великим боргом…», незважаючи на те, що на той час дефіцит Іспанії (35,6%) був нижчим, ніж середній показник по єврозоні (64,9%), а також таких країн, як Німеччина (63,7) або Франція (64,3). І Португалія мала дефіцит (68,4%), дуже подібний до останнього згаданого. Айхенґрін, який цього разу зосередився на грецькому кейсі, додав, що «хоча розрив не був неможливим... він був малоймовірним», враховуючи технічні, політичні та, перш за все, економічні перешкоди. «У першу хвилину... коли [грецький] уряд обговорював можливість [Grexit], інвестори продадуть свої грецькі акції та облігації», і «виникне повномасштабна фінансова паніка... повна втеча з банків ...Греції доведеться закрити свою банківську систему, поки не буде відновлено порядок. Їй доведеться призупинити торгівлю на своїх фінансових ринках. Їй, ймовірно, доведеться закрити свої кордони, щоб запобігти жителям вивозити готівку з країни».
У 2011 році він все ще вважав, що ймовірність Grexit була «дуже низькою», і в разі будь-якого захоплення банків «уряд Греції майже напевно отримає підтримку для своїх банків від своїх партнерів з Європейського Союзу та Європейського центрального банку».

## Адміністрування та представництво

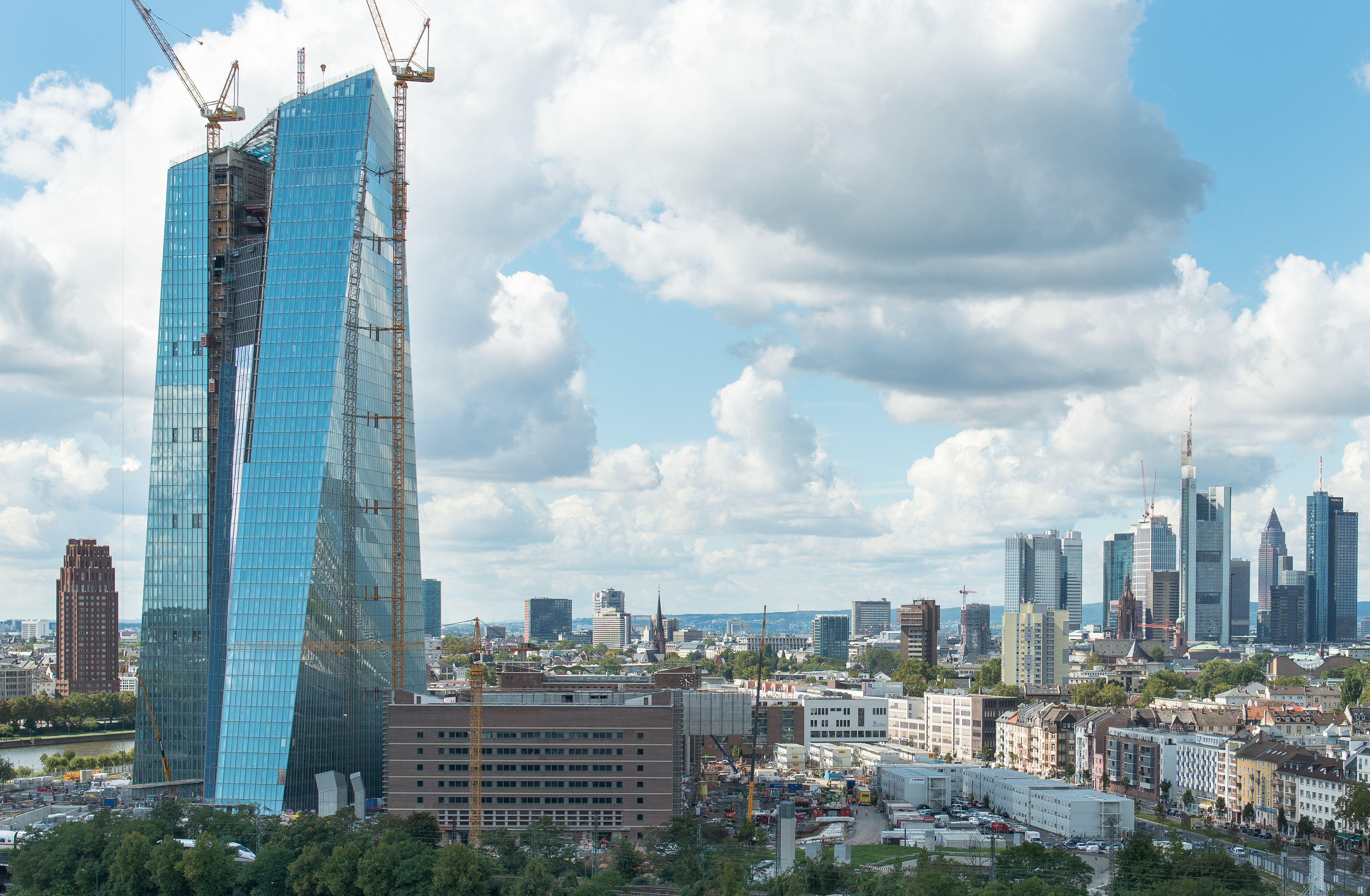
Європейський центральний банк (зображено у Франкфурті) є наднаціональним монетарним органом єврозони.

Монетарною політикою всіх країн єврозони керує Європейський центральний банк (ЄЦБ) і Євросистема, до складу якої входять ЄЦБ і центральні банки держав ЄС, які приєдналися до єврозони. Країни за межами єврозони не представлені в цих установах. У той час як усі країни-члени ЄС є частиною Європейської системи центральних банків (ESCB), країни, що не є членами ЄС, не мають права голосу в усіх трьох установах, навіть у тих, хто має монетарні угоди, такі як Монако. ЄЦБ має право дозволяти дизайн і друк банкнот євро, а також обсяг викарбуваних монет євро, а його головою наразі є Крістін Лагард.
Єврозону політично представляють її міністри фінансів, відомі під загальною назвою Єврогрупа, а очолює її президент, наразі Пасхал Донохоу. Міністри фінансів країн-членів ЄС, які використовують євро, зустрічаються за день до засідання Ради з економічних і фінансових питань (Ecofin) Ради Європейського Союзу. Група не є офіційною Радою, але коли Рада EcoFin у повному складі голосує з питань, що стосуються лише єврозони, лише членам Єврогрупи дозволяється голосувати.
Після світової фінансової кризи 2007–2008 років Єврогрупа збиралася нерегулярно не як міністри фінансів, а як глави держав і урядів (наприклад, Європейська рада). Саме на цьому форумі, євросаміті, було прийнято рішення щодо багатьох реформ єврозони. У 2011 році президент Франції Ніколя Саркозі наполягав на тому, щоб ці саміти стали регулярними і двічі на рік, щоб це був «справжній економічний уряд».

### Реформа
У квітні 2008 року в Брюсселі майбутній президент Європейської комісії Жан-Клод Юнкер запропонував, щоб єврозона була представлена в МВФ як блок, а не кожна держава-член окремо: «Це абсурд, коли ці 15 країн не погоджуються мати єдину представництво в МВФ. Це змушує нас виглядати абсолютно смішними. На міжнародній арені нас вважають скоморохами». У 2017 році Юнкер заявив, що він прагне досягти узгодження цього питання до кінця свого мандату в 2019 році. Однак комісар з питань фінансів Хоакін Альмунія заявив, що перш, ніж буде спільне представництво, треба узгодити спільний політичний порядок денний.
Провідні діячі ЄС, включаючи Комісію та національні уряди, запропонували різноманітні реформи в архітектурі єврозони; зокрема створення посади міністра фінансів, збільшення бюджету єврозони та реформування поточних механізмів фінансової допомоги в «Європейський валютний фонд» або казначейство єврозони. Хоча багато з них мають схожі теми, деталі сильно відрізняються.

## Економіка

### Порівняльна таблиця
|          | Населення      | ВВП (номінальний)                        | ВВП (номінальний) на душу населення |
| -------- | -------------- | ---------------------------------------- | ----------------------------------- |
| КНР      | 1411 мільйонів | ¥113.784 трильйонів ($17.446 трильйонів) | ¥81,009 ($12,562)                   |
| Єврозона | 343 мільйони   | €12.344 трильйонів ($14.559 трильйонів)  | €35,880 ($42,318)                   |
| США      | 332 мільйони   | $22.996 трильйонів                       | $69,227                             |

### Інфляція
Дані гармонізованого індекса споживчих цін від ЄЦБ, загальний індекс:
| - 2000: 2.1% - 2001: 2.3% - 2002: 2.3% - 2003: 2.1% - 2004: 2.1% | - 2005: 2.2% - 2006: 2.2% - 2007: 2.1% - 2008: 3.3% - 2009: 0.3% | - 2010: 1.6% - 2011: 2.7% - 2012: 2.5% - 2013: 1.4% - 2014: 0,4% | - 2015: 0.2% - 2016: 0.2% - 2017: 1.4% - 2018: 1.8% - 2019: 1.2% | - 2020: 0.3% - 2021: 2.6% |

Через вторгнення Росії в Україну та різкий ріст цін на енергоносії на початку 2022 року єврозону сколихнула висока інфляція. У кінці 2022 року інфляція поступово почала йти на спад. Інфляція в єврозоні сповільнилась більше, ніж очікувалось – січневі показники склали 8,5%, що менше, ніж прогнозували економісти щодо уповільнення темпів до 8,9%.

### Процентні ставки
Процентні ставки для єврозони, встановлені ЄЦБ з 1999 року. Рівні вказані у відсотках на рік. У період з червня 2000 року по жовтень 2008 року основними операціями рефінансування були тендери зі змінною ставкою на відміну від тендерів із фіксованою ставкою. Цифри, наведені в таблиці з 2000 по 2008 рік, стосуються мінімальної процентної ставки, за якою контрагенти можуть робити свої заявки.
| Дата       | Депозитний заклад | Основні операції рефінансування | Механізм граничного кредитування |
| ---------- | ----------------- | ------------------------------- | -------------------------------- |
| 1999-01-01 | 2.00              | 3.00                            | 4.50                             |
| 1999-01-04 | 2.75              | 3.00                            | 3.25                             |
| 1999-01-22 | 2.00              | 3.00                            | 4.50                             |
| 1999-04-09 | 1.50              | 2.50                            | 3.50                             |
| 1999-11-05 | 2.00              | 3.00                            | 4.00                             |
| 2000-02-04 | 2.25              | 3.25                            | 4.25                             |
| 2000-03-17 | 2.50              | 3.50                            | 4.50                             |
| 2000-04-28 | 2.75              | 3.75                            | 4.75                             |
| 2000-06-09 | 3.25              | 4.25                            | 5.25                             |
| 2000-06-28 | 3.25              | 4.25                            | 5.25                             |
| 2000-09-01 | 3.50              | 4.50                            | 5.50                             |
| 2000-10-06 | 3.75              | 4.75                            | 5.75                             |
| 2001-05-11 | 3.50              | 4.50                            | 5.50                             |
| 2001-08-31 | 3.25              | 4.25                            | 5.25                             |
| 2001-09-18 | 2.75              | 3.75                            | 4.75                             |
| 2001-11-09 | 2.25              | 3.25                            | 4.25                             |
| 2002-12-06 | 1.75              | 2.75                            | 3.75                             |
| 2003-03-07 | 1.50              | 2.50                            | 3.50                             |
| 2003-06-06 | 1.00              | 2.00                            | 3.00                             |
| 2005-12-06 | 1.25              | 2.25                            | 3.25                             |
| 2006-03-08 | 1.50              | 2.50                            | 3.50                             |
| 2006-06-15 | 1.75              | 2.75                            | 3.75                             |
| 2006-08-09 | 2.00              | 3.00                            | 4.00                             |
| 2006-10-11 | 2.25              | 3.25                            | 4.25                             |
| 2006-12-13 | 2.50              | 3.50                            | 4.50                             |
| 2007-03-14 | 2.75              | 3.75                            | 4.75                             |
| 2007-06-13 | 3.00              | 4.00                            | 5.00                             |
| 2008-07-09 | 3.25              | 4.25                            | 5.25                             |
| 2008-10-08 | 2.75              |                                 | 4.75                             |
| 2008-10-09 | 3.25              |                                 | 4.25                             |
| 2008-10-15 | 3.25              | 3.75                            | 4.25                             |
| 2008-11-12 | 2.75              | 3.25                            | 3.75                             |
| 2008-12-10 | 2.00              | 2.50                            | 3.00                             |
| 2009-01-21 | 1.00              | 2.00                            | 3.00                             |
| 2009-03-11 | 0.50              | 1.50                            | 2.50                             |
| 2009-04-08 | 0.25              | 1.25                            | 2.25                             |
| 2009-05-13 | 0.25              | 1.00                            | 1.75                             |
| 2011-04-13 | 0.50              | 1.25                            | 2.00                             |
| 2011-07-13 | 0.75              | 1.50                            | 2.25                             |
| 2011-11-09 | 0.50              | 1.25                            | 2.00                             |
| 2011-12-14 | 0.25              | 1.00                            | 1.75                             |
| 2012-07-11 | 0.00              | 0.75                            | 1.50                             |
| 2013-05-08 | 0.00              | 0.50                            | 1.00                             |
| 2013-11-13 | 0.00              | 0.25                            | 0.75                             |
| 2014-06-11 | −0.10             | 0.15                            | 0.40                             |
| 2014-09-10 | −0.20             | 0.05                            | 0.30                             |
| 2015-12-09 | −0.30             | 0.05                            | 0.30                             |
| 2016-03-16 | −0.40             | 0.00                            | 0.25                             |

### Фіскальна політика

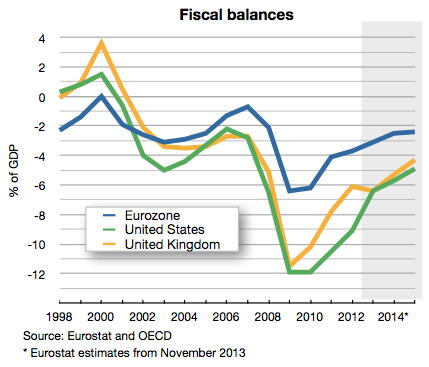
Порівняння профіциту/дефіциту державного бюджету (2001–2012) єврозони, Сполучених Штатів і Сполученого Королівства

Основним засобом фіскальної координації в ЄС є Загальні керівні принципи економічної політики, які написані для кожної країни-члена, але з особливим посиланням на 19 поточних членів єврозони. Ці керівні принципи не є обов’язковими, але призначені для відображення координації політики між державами-членами ЄС з метою врахування пов’язаних структур їхніх економік.
Для взаємної гарантії та стабільності валюти члени єврозони повинні поважати Пакт про стабільність і зростання, який встановлює узгоджені ліміти дефіциту та державного боргу з відповідними санкціями за відхилення. Пакт спочатку встановив обмеження в 3% ВВП для річного дефіциту всіх держав-членів єврозони; зі штрафами для будь-якого штату, який перевищив цю суму. У 2005 році Португалія, Німеччина та Франція перевищили цю суму, але Рада міністрів не проголосувала за штрафування цих країн. Згодом були прийняті реформи, щоб забезпечити більшу гнучкість і гарантувати, що критерії дефіциту враховують економічні умови держав-членів та додаткові фактори.
Фіскальний пакт (офіційно Договір про стабільність, координацію та управління в економічному та валютному союзі) — це міжурядовий договір, представлений як нова суворіша версія Пакту про стабільність і зростання, підписаного 2 березня 2012 року всіма державами-членами Європейський Союз (ЄС), за винятком Чехії, Сполученого Королівства та Хорватії (згодом приєдналася до ЄС у липні 2013 року). Договір набув чинності 1 січня 2013 року для 16 держав, які завершили ратифікацію до цієї дати. Станом на 1 квітня 2014 року її було ратифіковано та набуло чинності для всіх 25 країн, які її підписали.
Олів’є Бланшар припускає, що фіскальний союз у єврозоні може пом’якшити руйнівний вплив єдиної валюти на периферійні країни єврозони. Але він додає, що валютний блок не працюватиме ідеально, навіть якщо буде побудована система фіскальних трансфертів, тому що, як він стверджує, не вирішується фундаментальне питання щодо регулювання конкурентоспроможності. Проблема полягає в тому, що периферійні країни єврозони не мають власних валют, тому вони змушені коригувати свою економіку шляхом зниження зарплат замість девальвації.

## Положення про допомогу
Фінансова криза 2007–2008 років спонукала до низки реформ у ЄЗ. Одним із них була зміна політики порятунку в ЄЗ, що призвело до створення спеціального фонду для допомоги країнам єврозони, які опинились у скруті. Європейський фонд фінансової стабільності (EFSF) і Європейський механізм фінансової стабільності (EFSM) були створені в 2010 році, щоб разом із Міжнародним валютним фондом (МВФ) забезпечити систему та фонд для допомоги членам. Однак EFSF і EFSM були тимчасовими, невеликими і не мали основи в договорах ЄС. Тому в 2011 році було досягнуто домовленості про створення Європейського стабілізаційного механізму (ESM), який буде набагато більшим, фінансуватиметься лише державами єврозони (а не ЄС у цілому, як EFSF/EFSM) і матиме постійну договірну основу. У результаті його створення передбачало узгодження поправки до статті 136 TEFU, що дозволяє ESM і нову угоду ESM, щоб детально описувати, як працюватиме ESM. Якщо обидва будуть успішно ратифіковані згідно з графіком, ESM буде функціонувати до моменту закінчення терміну дії EFSF/EFSM у середині 2013 року.
У лютому 2016 року Сполучене Королівство отримало додаткове підтвердження того, що країни, які не використовують євро, не будуть зобов’язані робити внески в допомогу державам ЄЗ.

## Експертна оцінка
У червні 2010 року нарешті було досягнуто широкої згоди щодо суперечливої пропозиції для держав-членів проводити експертну оцінку бюджетів одна одної до їх подання національним парламентам. Незважаючи на те, що Німеччина, Швеція та Велика Британія виступали проти того, щоб показувати один одному весь бюджет, кожен уряд представляв своїм колегам і Комісії свої оцінки щодо рівня зростання, інфляції, доходів і витрат за шість місяців до того, як вони подадуться до національних парламентів. Якщо країна матиме дефіцит, їй доведеться виправдовувати це перед рештою ЄС, тоді як країни з боргом понад 60% ВВП зіткнуться з більшою ретельністю.
Плани стосуватимуться всіх членів ЄС, а не лише єврозони, і повинні бути схвалені лідерами ЄС разом із пропозиціями щодо санкцій проти держав, перш ніж вони досягнуть ліміту в 3%, передбаченого Пактом стабільності та зростання. Польща розкритикувала ідею припинення регіонального фінансування для тих, хто порушує ліміти дефіциту, оскільки це вплине лише на бідніші штати. У червні 2010 року Франція погодилася підтримати план Німеччини щодо призупинення права голосу членів, які порушують правила. У березні 2011 року було розпочато нову реформу Пакту стабільності та зростання, спрямовану на покращення правил шляхом прийняття автоматичної процедури накладення штрафів у разі порушення правил дефіциту чи боргу.

## Критика
Лавреат Нобелівської премії з економіки Джеймс Тобін вважав, що проєкт євро не досягне успіху без радикальних змін європейських інституцій, вказуючи на різницю між США та єврозоною. Щодо грошово-кредитної політики, то система Федеральних резервних банків у США спрямована як на зростання, так і на скорочення безробіття, тоді як ЄЦБ надає першочергову увагу стабільності цін під наглядом Бундесбанку. Оскільки рівень цін у валютному блоці залишається низьким, рівень безробіття в регіоні став вищим, ніж у США з 1982 року.
Що стосується фіскальної політики, то 12 відсотків федерального бюджету США використовується для трансфертів державам і місцевим органам влади. Крім того, коли держава має фінансові чи економічні труднощі, достатня сума грошей автоматично перераховується державі. Уряд США не накладає обмежень на державну бюджетну політику. Це відрізняється від фіскальної політики єврозони, де Маастрихтський договір вимагає, щоб кожна країна-член ЄЗ мала дефіцит бюджету менше ніж 3 відсотки ВВП.
У лютому 2019 року в дослідженні Центру європейської політики було зроблено висновок, що, хоча деякі країни виграли від прийняття євро, деякі країни стали біднішими, ніж вони були б, якби вони не прийняли його, особливо постраждали Франція та Італія. Автори стверджували, що це пов’язано з його впливом на конкурентоспроможність; зазвичай країни девальвували свої валюти, щоб зробити свій експорт дешевшим на світовому ринку, але це було неможливо через спільну валюту.

### Економічні поліцейські
У 1997 році Арнульф Берінґ висловив стурбованість тим, що Європейський валютний союз зробить німців найбільш ненависним народом у Європі. Берінґ підозрював, що жителі середземноморських країн вважатимуть німців і валютний блок економічними поліцейськими.

## Нотатки
1. ↑  For some reason, the European Union deviates from the ISO 3166-1 standard and uses the code EL for Greece.
2. ↑  Самопроголошена Турецька Республіка Північного Кіпру не визнана ЄС і використовує турецьку ліру. Тим не менш, євро широко використовується.[джерело?]
3. ↑  Luxembourg's GNI for 2021 was not available at editing time, so its GNI for 2020 is used here instead.
4. ↑  Аруба є частиною Королівства Нідерландів, але не є частиною ЄС. Вона використовує арубський флорин, який прив’язаний до долара США за курсом 1 долар за 1,79 флорина.
5. ↑  Наразі використовується Нідерландський антильський гульден і планується запровадити Карибський гульден у 2025 році після того, як зміни кілька разів відкладалися. CBCS wants to have the Caribbean guilder introduced by 2025. Curaçao Chronicle. 16 березня 2022. Процитовано 2 серпня 2022. Frequent Asked Questions. Centrale Bank Curaçao & Sint Maarten. Процитовано 2 серпня 2022. Both are pegged to the US dollar at the rate of 1 dollar to 1.79 guilders.
6. ↑  Використовує долар США.
7. ↑  Французькі тихоокеанські території використовують французький тихоокеанський франк, який прив’язаний до євро за курсом 1 франк до 0,00838 євро.
8. ↑  22 грудня 1998 року ЄЦБ оголосив, що з 4 по 21 січня 1999 року буде діяти вузький коридор у 50 базових процентних ставок для граничної кредитної лінії та депозитної лінії, щоб допомогти переходу до процентного режиму ЄЦБ.